# Штанау
Штанау (нем. Stanau) — община в Германии, в земле Тюрингия. 
Входит в состав района Заале-Орла.  Население составляет 141 человек (на 31 декабря 2010 года). Занимает площадь 4,25 км².